# Östra Rörsjön
Östra Rörsjön är en sjö i Bollebygds kommun i Västergötland och ingår i Göta älvs huvudavrinningsområde. Sjön är 9,1 meter djup, har en yta på 0,049 kvadratkilometer och befinner sig 153 meter över havet.